# Kraftwerk Grundfors
Das Kraftwerk Grundfors ist ein Wasserkraftwerk in der Gemeinde Storuman, Provinz Västerbottens län, Schweden, das am Ume älv liegt. Es ging 1958 in Betrieb. Das Kraftwerk ist im Besitz von Vattenfall und wird auch von Vattenfall betrieben.

## Absperrbauwerk
Das Absperrbauwerk besteht aus einem Staudamm mit einer Höhe von 25 m. Die Wehranlage mit den zwei Wehrfeldern befindet sich auf der rechten Seite, das Maschinenhaus liegt auf der linken Seite.
Das Stauziel liegt zwischen 298,5 und 299,5 m über dem Meeresspiegel. Der Stausee erstreckt sich über eine Fläche von 3 km² und fasst 14 Mio. m³ Wasser.

## Kraftwerk
Das Kraftwerk ging 1958 in Betrieb. Es verfügt mit zwei Kaplan-Turbinen über eine installierte Leistung von 90 (bzw. 96,9 100 103,5 oder 108) MW. Die durchschnittliche Jahreserzeugung liegt bei 460 (bzw. 464 oder 492) Mio. kWh.
Die beiden Turbinen leisten jeweils 45 MW. Die Fallhöhe beträgt 35 (bzw. 35,3) m. Der maximale Durchfluss liegt bei 300 m³/s.
General Electric erhielt 2002 den Auftrag, ein neues Laufrad zu installieren; die Leistung der erneuerten Turbine wird mit 54 MW angegeben.